# Patrick Wolff (joueur d'échecs)
Pour les articles homonymes, voir Patrick Wolff (homonymie) et Wolff.
Patrick Wolff est un joueur d'échecs américain né le 15 février 1968.

## Biographie et carrière
Il est le fils du philosophe politique Robert Paul Wolff et de l'historienne littéraire Cynthia Griffin Wolff.
Grand maître international depuis 1990, Wolff remporte le championnat d'échecs des États-Unis à deux reprises (en 1992 et 1995). Il est champion des États-Unis junior en 1987 et bat Garry Kasparov lors d'une partie simultanée à New York en 1988. Il remporte le tournoi de Toronto en 1989.
Après son deuxième titre de champion des États-Unis en 1995 (ex æquo avec Nick de Firmian et Alexander Ivanov), Wolff sert de secondant à Viswanathan Anand lors du championnat du monde d'échecs 1995, puis il commence une carrière d'investisseur dans la finance.